# Задача Бернсайда
Зада́ча Бернса́йда — математична задача в галузі комбінаторики, сформульована Вільямом Бернсайдом у 1902 році. Має наступне формулювання: Чи є скінченно породжена група , кожен елемент якої має скінченний порядок, обов'язково скінченною групою.
Вона стала однією з найстаріших проблем у теорії груп, що мала дуже важливий вплив на розвиток комбінаторної теорії груп.
Відомо, що це питання має негативну відповідь, оскільки у 1964 році Євгеній Голод та Ігор Шафаревич навели контрприклад.
Задача має багато уточнень та варіантів (див. обмеження та послаблення нижче), які відрізняються додатковими умовами, що накладаються на порядок елементів груп та деякі з цих варіантів досі є  відкритими питаннями .

Теорія груп.

## Коротка історія
Початкова робота вказувала на те, що гіпотеза має справджуватися.
Наприклад, якщо група {\displaystyle G} є скінченно породженою і порядок кожного елемента групи {\displaystyle G} є дільником 4, то група {\displaystyle G} є скінченною.
Крім того, у 1958 році O.І. Кострикіну вдалося довести, що серед скінченних груп з заданою кількістю генераторів і заданим простим степенем існує найбільша група.
Це дає розв'язок послабленої задачі Бернсайда для випадку групи простого степеня. (Пізніше, у 1989 році, Єфиму Зельманову вдалося розв'язати послаблену задачу Бернсайда для групи довільного степеня.)
У 1911 році Іссай Щур довів, що будь-яка скінченно породжена періодична група, яка є підгрупою групи невироджених {\displaystyle n\times n} комплексних матриць, буде скінченною.
Він використав цю теорему для доведення теореми Джордана—Щура.
Тим не менш, загальна відповідь щодо гіпотези Бернсайда виявилася негативною.
У 1964 році Голод і Шафаревич побудували нескінченну групу типу Бернсайда без припущення, що всі елементи мають рівномірно обмежений порядок.
У 1968 році Петро Новіков і Сергій Адян запропонували контрприклад для задачі з обмеженим степенем для всіх непарних степенів більших за 4381.
У 1982 році О.Ю. Ольшанський знайшов декілька вражаючих контрприкладів для достатньо великих непарних степенів (більших за {\displaystyle 10^{10}}) і представив значно простіше доведення з використанням геометричних ідей.
Випадок парних степенів виявився значно важчим.
У 1992 році С.В. Іванов анонсував, що задача не має розв'язку для достатньо великих степенів, кратних великим степеням двійки (детальні доведення були опубліковані в 1994 році і займали близько 300 сторінок).
Пізніше у спільний роботі Ольшанський та Іванов представили негативний розв'язок до аналогічної задачі Бернсайда для гіперболічних груп, де степінь значно більший.
Результатів у випадках, коли степінь групи малий і відрізняється від 2, 3, 4 і 6, відомо дуже мало.

## Загальна задача Бернсайда
Група {\displaystyle G} називається періодичною, якщо кожен елемент має скінченний порядок;
іншими словами, для кожного {\displaystyle g} в групі {\displaystyle G} існує деяке додатне ціле число {\displaystyle n} таке, що {\displaystyle g^{n}=1}.
Очевидно, кожна скінченна група є періодичною.
Існують легко визначні групи, такі як {\displaystyle p^{\infty }}-група, які є нескінченними періодичними групами; але остання група не може бути скінченно породженою.

### Загальна задача Бернсайда.
Якщо група {\displaystyle G} є скінченно породженою і періодичною, то чи обов'язково вона скінченна?
Негативну відповідь на це питання отримали в 1964 році  Євгеній Голод та Ігор Шафаревич, які навели приклад нескінченної p-групи, яка є скінченно породженою (див. теорему Голода-Шафаревича).
Однак, порядки елементів цієї групи не є апріорі обмежені єдиною константою.

## Обмежена задача Бернсайда
Частина складності із загальною задачею Бернсайда полягає в тому, що вимоги скінченно породженості і періодичності дають дуже мало інформації про можливу структуру групи. Тому накладемо більше вимог на групу {\displaystyle G}. Розглянемо періодичну групу {\displaystyle G} з додатковою властивістю, що існує найменше ціле {\displaystyle n} таке, що для всіх {\displaystyle g\in G}, {\displaystyle g^{n}=1}.
Групу з цією властивістю називають періодичною з обмеженим степенем {\displaystyle n}, або просто групою степеня {\displaystyle n}.
Задача Бернсайда для груп з обмеженим степенем запитує:

### Задача Бернсайда I.
Якщо група {\displaystyle G} є скінченно породженою групою степеня {\displaystyle n}, то чи обов'язково група {\displaystyle G} — скінченна?

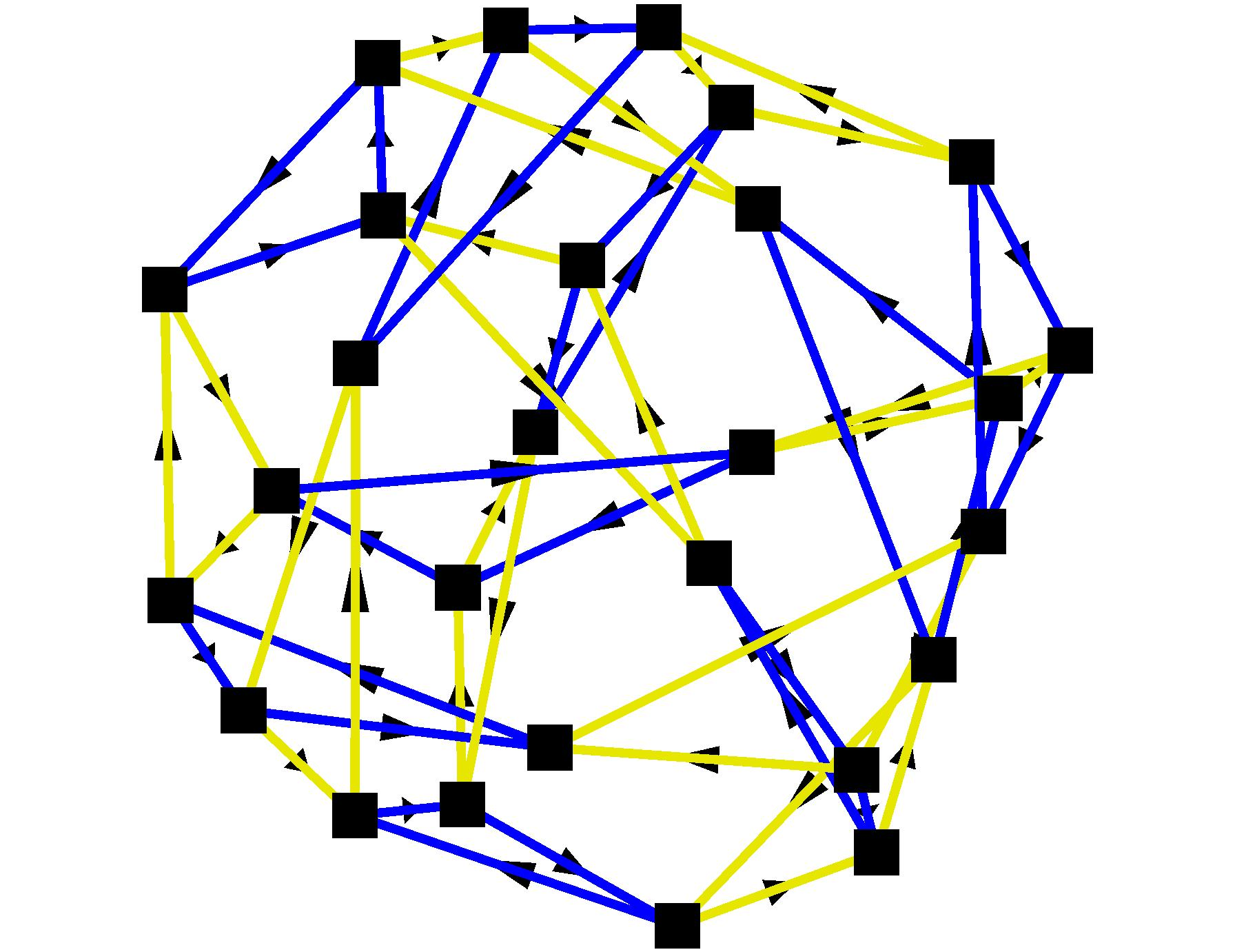
Граф Келі для вільної групи Бернсайда рангу 2 і степеня 3.

Виявляється, що цю задачу можна переформулювати як питання про скінченність груп у конкретній сім'ї.
Вільна група Бернсайда рангу {\displaystyle m} і степеня {\displaystyle n} (позначається {\displaystyle B(m,n)}) є групою з m відомими генераторами {\displaystyle x_{1},\dots ,x_{m},} в якій тотожність {\displaystyle x^{n}=1} виконується для всіх елементів {\displaystyle x}, та яка є найбільшою групою, що задовольняє ці вимоги.
Точніше, характерною властивістю групи {\displaystyle B(m,n)} є те, що для будь-якої групи {\displaystyle G} з {\displaystyle m} твірними {\displaystyle g_{1},\dots ,g_{m}}
та степенем {\displaystyle n}, існує єдиний гомоморфізм з групи {\displaystyle B(m,n)} у групу {\displaystyle G}, що відображає на {\displaystyle i}-й генератор {\displaystyle x_{i}} групи {\displaystyle B(m,n)} в {\displaystyle i}-й генератор {\displaystyle g_{i}} групи {\displaystyle G}.
Мовою представлень груп, вільна група Бернсайда {\displaystyle B(m,n)} має {\displaystyle m} генераторів {\displaystyle x_{1},\dots ,x_{m}} і співвідношення {\displaystyle x^{n}=1} для будь-якого слова {\displaystyle x\in x_{1},\dots ,x_{m},} і будь-яка група {\displaystyle G} з {\displaystyle m} генераторами степеня {\displaystyle n} отримується з неї шляхом накладання додаткових співвідношень.
Існування вільної групи Бернсайда та її єдиність з точністю до ізоморфізму встановлюються стандартними методами теорії груп.
Таким чином, якщо група {\displaystyle G} є скінченно породженою групою степеня {\displaystyle n}, то група {\displaystyle G} є груп гомоморфним образом групи {\displaystyle B(m,n)}, де {\displaystyle m} — число генераторів групи {\displaystyle G}.
Тепер задача Бернсайда може бути переформульована наступним чином:

### Задача Бернсайда II.
Для яких натуральних чисел {\displaystyle m}, {\displaystyle n} вільна група Бернсайда {\displaystyle B(m,n)} є скінченною?
Повний розв'язок задачі Бернсайда у такому вигляді невідомий.
Бернсайд розглянув деякі більш прості випадки у своїй оригінальній роботі:
- група {\displaystyle B(1,n)} — циклічна група порядку {\displaystyle n}.
- група {\displaystyle B(m,2)} — прямий добуток m копій циклічної групи порядку 2 а, отже, скінченних.[note 2]

Відомими є наступні додаткові результати (Бернсайд, Санов, M. Холл):
- групи {\displaystyle B(m,3)}, {\displaystyle B(m,4)}, та {\displaystyle B(m,6)} є скінченними для всіх {\displaystyle m}.

Частинний випадок групи {\displaystyle B(2,5)} залишається відкритим: станом на 2020 рік не було відомо, чи є ця група скінченною.
Прорив у розв'язанні задачі Бернсайда був досягнутий у 1968 році Петром Новіковим і Сергієм Адяном.
Використовуючи складні комбінаторні доведення, вони показали, що для кожного непарного числа {\displaystyle n} з {\displaystyle n\geq 4381} існує нескінченна скінченно породжена група степеня {\displaystyle n}.
Пізніше Адян покращив оцінку щодо непарного степеня до 665.
Останнє покращення оцінки непарного степеня, що дорівнює 101, було отримане Адяном у 2015 році.
Випадок парного степеня виявився значно складнішим.
Лише у 1994 році С.В. Іванов зміг довести аналог теореми Новікова-Адяна:
для будь-якого {\displaystyle m>1}, парного {\displaystyle n\geq 2^{48}} та {\displaystyle n} кратного {\displaystyle 2^{9}}, група {\displaystyle B(m,n)} є нескінченною;
разом з теоремою Новікова—Адяна з цього результату випливає нескінченність всіх {\displaystyle m>1} і {\displaystyle n\geq 2^{48}}.
Ця умова була покращена y 1996 році І.Г. Лисеноком до {\displaystyle m>1} і {\displaystyle n\geq 8000}.
Новіков, Адян, Іванов і Лисенок встановили значно більш точні результати щодо структури вільних груп Бернсайда.
У випадку непарного степеня доведено, що всі скінченні підгрупи вільних груп Бернсайда є циклічними групами.
У випадку парних степенів, кожна скінченна підгрупа міститься у добутку двох діедральних груп та існують нециклічні скінченні підгрупи.
Крім того, проблеми слова і спряженості були ефективно розв'язані для групи {\displaystyle B(m,n)} як для випадку непарних, так і парних степенів {\displaystyle n}.
Відомий клас контрприкладів до задачі Бернсайда утворює скінченно породжені нециклічні нескінченні групи у яких
кожна нетривіальна власна підгрупа є скінченною циклічною групою, так званими монстрами Тарського.
Перші приклади таких груп побудовані y 1979 році О.Ю. Ольшанським з використанням геометричних методів, що дозволило розв'язати задачу О. Ю. Шмідта. У 1982 році Ольшанський зміг покращити свої результати, довівши існування будь-якого достатньо великого простого числа {\displaystyle p} (можна брати {\displaystyle p>10^{75}}) скінченно породжених нескінченних груп, в яких кожна нетривіальна власна підгрупа є циклічною групою порядку {\displaystyle p}.
У статті, опублікованій у 1996 році, Іванов та Ольшанський розв'язали аналог задачі Бернсайда для довільної гіперболічної групи достатньо великого степеня.

## Послаблена задача Бернсайда
Сформульована в 1930-х роках, вона задає інше пов'язане питання:

### Послаблена задача Бернсайда.
Якщо відомо, що група {\displaystyle G} з {\displaystyle m} генераторами і степенем {\displaystyle n}є скінченною, чи можна зробити висновок, що порядок групи {\displaystyle G} обмежений деякою константою в залежності тільки від {\displaystyle m} і {\displaystyle n}?
Еквівалентно, чи існує з точністю до ізоморфізму скінченна кількість скінченних груп з {\displaystyle m} генераторами степеня {\displaystyle n}?
Цей варіант задачі Бернсайда можна також сформулювати у термінах деяких універсальних груп з {\displaystyle m} генераторами і степенем {\displaystyle n}.
Відповідно до основних результатів теорії груп перетин двох підгруп скінченного індексу в будь-якій групі сам по собі є підгрупою скінченного індексу.
Нехай {\displaystyle M} — перетин всіх підгруп вільної групи Бернсайда {\displaystyle B(m,n)}, що мають скінченний індекс, тоді {\displaystyle M} — нормальна підгрупа групи {\displaystyle B(m,n)} (інакше існує підгрупа {\displaystyle g^{-1}Mg} зі скінченним індексом, що містить елементи, що не належать {\displaystyle M}).
Таким чином, можна визначити групу {\displaystyle B_{0}(m,n)} як факторгрупу {\displaystyle B(m,n)}/M.
Кожна скінченна група степеня {\displaystyle n} з {\displaystyle m} генераторами є гомоморфним образом групи {\displaystyle B_{0}(m,n)}.
Тоді послаблена задача Бернсайда ставить питання, чи є {\displaystyle B_{0}(m,n)} скінченною групою.
У випадку простого степеня {\displaystyle p}, ця задача інтенсивно досліджувалася O.І. Кострикіним протягом 1950-х років до отримання негативної відповіді щодо загальної задачі Бернсайда.
Розв'язок Кострикіна, що встановлював скінченність групи {\displaystyle B_{0}(m,p)}, використовував співвідношення з глибокими питаннями щодо тотожностей в алгебрі Лі зі скінченними характеристиками.
Випадок довільного степеня був повністю позитивно розв'язаний Юхимом Зельмановим, який у 1994 році був нагороджений за цю роботу медаллю Філдса.